# سیارک ۲۳۹۱
سیارک ۲۳۹۱ (به انگلیسی: 2391 Tomita، نامگذاری:1957AA) دو هزار و سیصد و نود و یکمین سیارک کشف شده‌است که در ۹ ژانویه ۱۹۵۷ و در هایدلبرگ کشف شد.
قدر مطلق سیارک برابر ۱۲٫۴۰ است.